# اورلند پارک (ایلینوی)
اورلند پارک (به انگلیسی: Orland Park) یک روستا در ایالات متحده آمریکا است که در شهرستان کوک (ایلینوی) واقع شده‌است. اورلند پارک ۵۷٫۶۸ کیلومتر مربع مساحت و ۵۶٬۷۶۷ نفر جمعیت دارد و ۲۰۹٫۱ متر بالاتر از سطح دریا واقع شده‌است.